# Ernst Trost (Kirchenmusiker)
Ernst Trost (* 14. Oktober 1905 in Niederabsdorf, Bezirk Gänserndorf; † 2. Mai 1964 in Graz) war ein österreichischer Kirchenmusiker, Komponist, Organist und Musiklehrer.

## Leben

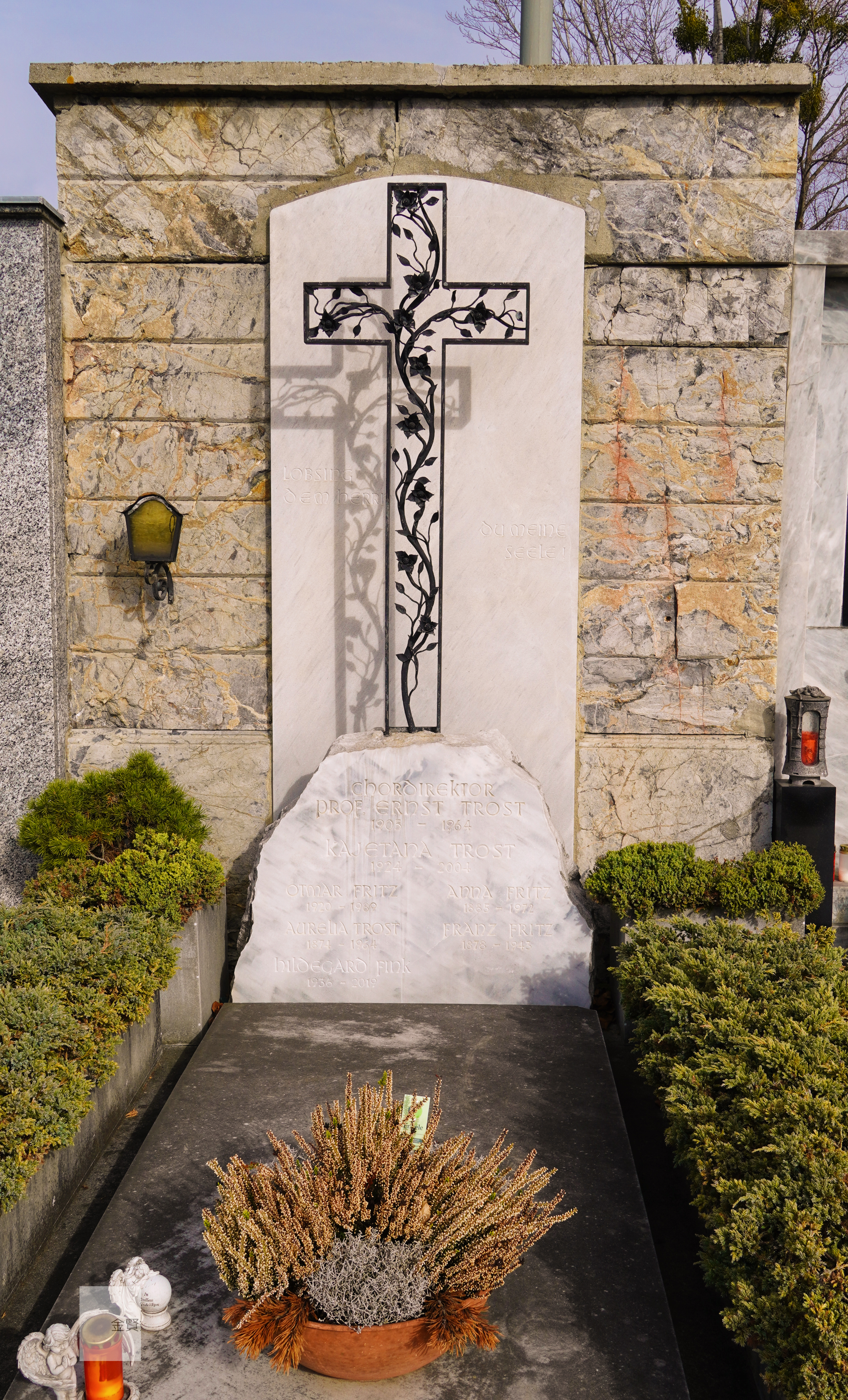
Grabmal von Ernst Trost auf dem Steinfeldfriedhof in Graz

Trost besuchte das Bundesgymnasium und Bundesrealgymnasium Hollabrunn in Hollabrunn und studierte Kirchenmusik an der Universität für Musik und darstellende Kunst Wien. Von 1926 bis 1931 war er Organist und Musiklehrer im steirischen Seckau, von 1931 bis 1938 Chordirektor und Musiklehrer in Knittelfeld. Danach übersiedelte er nach Graz, wo er von 1938 bis 1964 als Regens chori die Chorleitung der Grazer Stadtpfarrkirche innehatte. Nach dem Zweiten Weltkrieg unterrichtete er Musik am Bischöflichen Knabenseminar (Bischöfliches Seminar Graz) und an der Diözesankirchenmusikschule; außerdem gehörte er dem Ausschuss des Diözesan-Cäcilienvereins an.
1959 erlangte Trost den Titel des Professors. Sein Werk umfasste eine Messe, drei deutsche Singmessen sowie Proprien.

## Werke
Folgend die Messen Trosts:
- Der Römische Segen (1959)
- Missa cum populo activo (4. Int. Kongr. f. Km. Köln) (1961)
- Gigel und Beuttner (Die ältesten steirischen Gesangbücher) (1964)